# STATEROOM

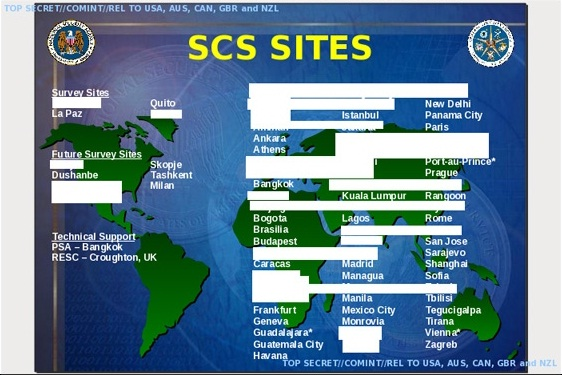
Locais de espionagem do Serviço de Coleta Especial (SCS) em 2004

STATEROOM é o nome de código de um programa de coleta de sinais de inteligência altamente confidencial, para a interceptação de rádio, telecomunicações e tráfego internacional da Internet, operado mundialmente nas missões diplomáticas dos signatários do Tratado UKUSA e os membros da rede ECHELON.
Fazem parte deste tratado Austrália, Canadá, Nova Zelândia, Reino Unido e Estados Unidos da América, e em conjunto são denominados Os Cinco Olhos (The Five Eyes, em inglês)
O STATEROOM é um programa conjunto da NSA (NSA) e da CIA (CIA) .
Em quase uma centena de embaixadas e consulados em todo o mundo, as operações de espionagem e vigilância do "STATEROOM" são conduzidas pelo Serviço de Coleta Especial (SCS), que é parte do programa mais amplo "STATEROOM".
De acordo com documentos vazados pelo Edward Snowden em 2013, a verdadeira missão das pessoas que trabalham no programa STATEROOM não é revelada para o resto do pessoal diplomático nas instalações onde são alocados.

## Países participantes

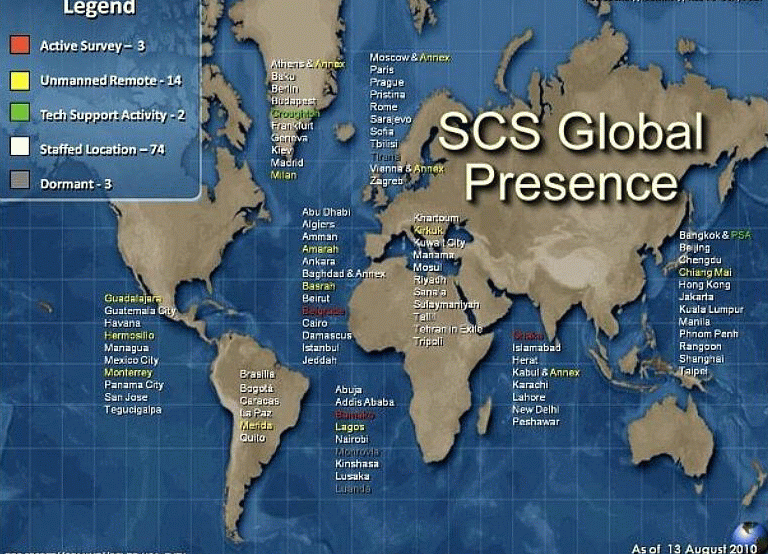
Local e status da espionagem da CIA e NSA através do Serviço de Coleta Especial (SCS) em 13 de agosto de 2010

- – Australian Signals Directorate (ASD)
- – Communications Security Establishment Canada (CSEC)
- – Government Communications Headquarters (GCHQ)
- – Serviço de Coleta Especial (SCS)
- – Government Communications Security Bureau (GCSB)

## Operações Reveladas até 2014

### Austrália
Coleta de sinais de inteligência pelas Embaixadas da Australia e por outras missões diplomáticas em capitais no Leste e Sul da Asia, a saber: Banguecoque, (Tailândia), Beijing, (China), Díli, (East Timor), Hanói, (Vietnam), Jacarta, (Indonesia), Kuala Lumpur, (Malaysia), Port Moresby, (Papua New Guinea)

### Inglaterra

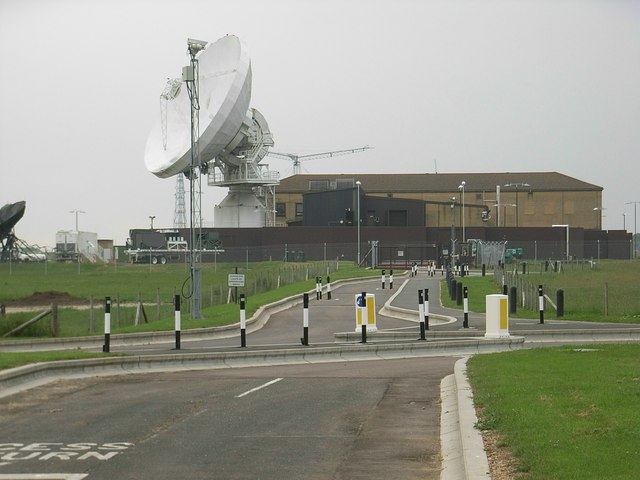
RAF Croughton em Northamptonshire, Inglaterra

Em 2013, as embaixadas e consulados ingleses britanicas mantinham operacoes clandestinas de espionagem e vigilância nas seguintes cidades:
- Berlin, (Alemanha)[4][5][6]

Os dados coletados pela Grã-Bretanha são direcionados para uma instalação em RAF Croughton em Northamptonshire, na Inglaterra, antes de serem transmitidas para um centro de dados operado conjuntamente pela CIA e pela NSA, localizada em College Park, Maryland.

### Canadá
Em 1980s, o Communications Security Establishment Canada (CSEC) conduziu pesquisas para determinar quais as Embaixadas canadenses seriam adequadas para manter postos de espionagem e vigilância.

### Estados Unidos

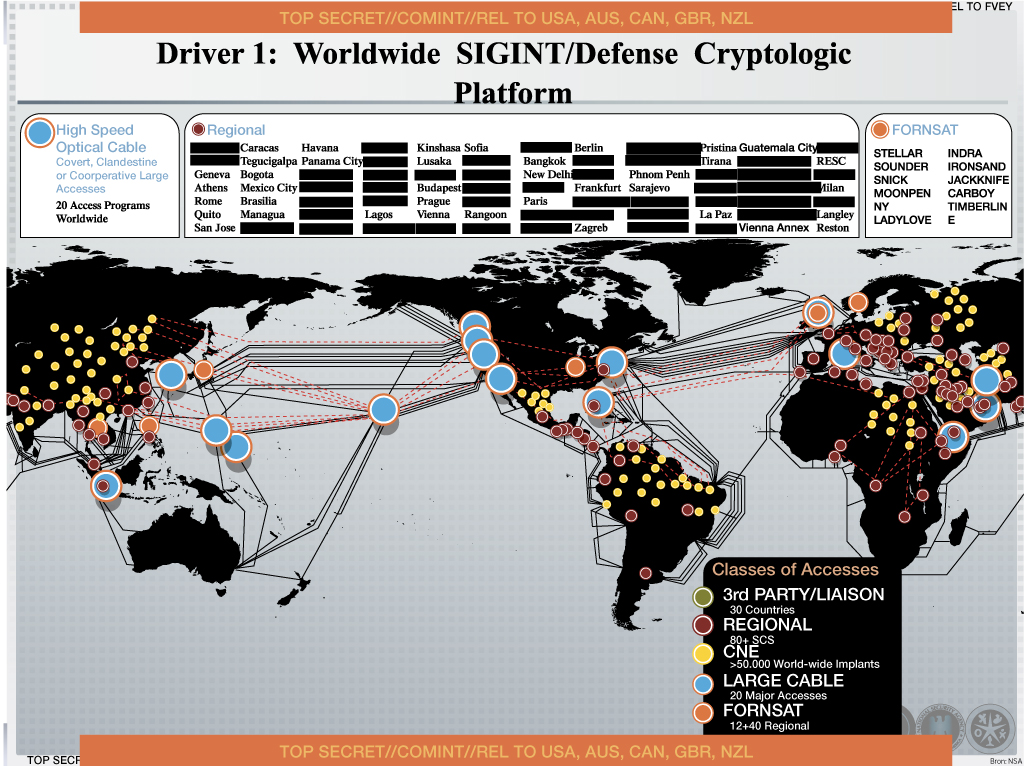

Em 23 de novembro de 2013, o jornal holandês NRC Handelsblad publicou os documentos fornecidos por Edward Snowden de uma apresentação da NSA mostrando localizações de pontos de atuação americana de Serviço de Coleta Especial (SCS)
Nos Estados Unidos, o Serviço de Coleta Especial (SCS) contribui para o Stateroom. O SCS é operado em conjunto pela CIA e pela NSA.
Em 23 de novembro de 2013, o NRC Handelsblad publicou documentos que mostram a existência de operações do SCS em inúmeras missões diplomáticas americanas. Entre as cidades onde as operações ocorrem estão:
Atenas (Grécia)), Banguecoque, (Tailândia), Berlin (Alemanha), Brasília (Brasil), Budapeste (Hungria), Frankfurt (Alemanha), Genebra (Suíça), Lagos (Nigéria), Milão (Itália), Nova Deli (Índia), Paris (França), Praga (República Checa), Viena (Áustria), Zagreb (Croácia).

## Revelações deEdward Snowdenem 2013
Outras localizações incluem Baku (Azerbaijão), Kiev (Azerbaijão), Madri (Espanha), Moscoo Rússia, Pristina (Sérvia), Roma (Italia), Sarajevo (Bósnia e Herzegovina), Tbilisi (Geórgia), and Tirana (Albânia).
Em outubro de 2013 os documentos mostraram a vigilância contínua de diversos chefes de Estado, entre eles Dilma Rousseff e  Angela Merkel

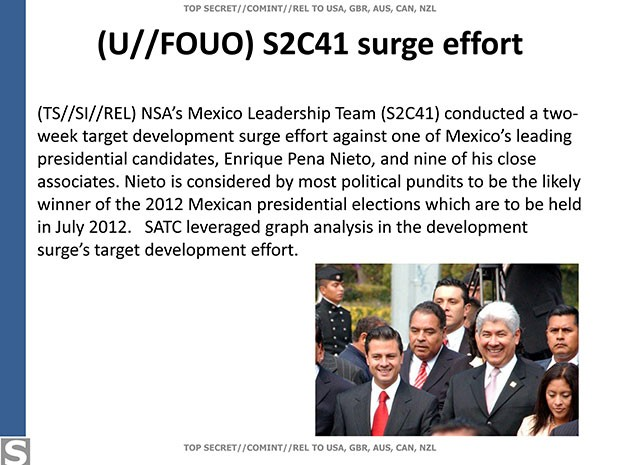
Espionagem contra Enrique Peña Nieto e seus associados.
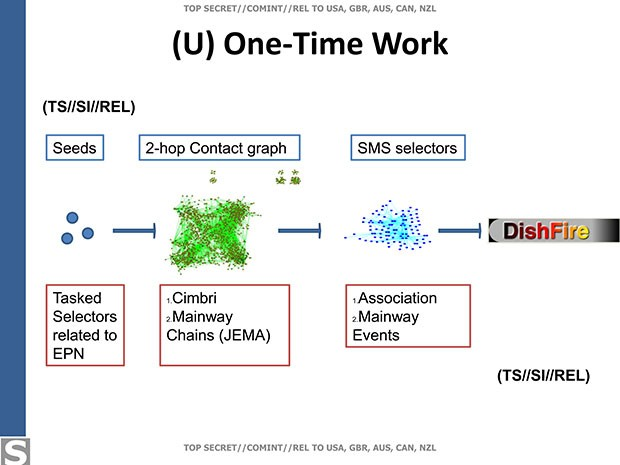
Detalhes da processo de espionagem de Nieto.
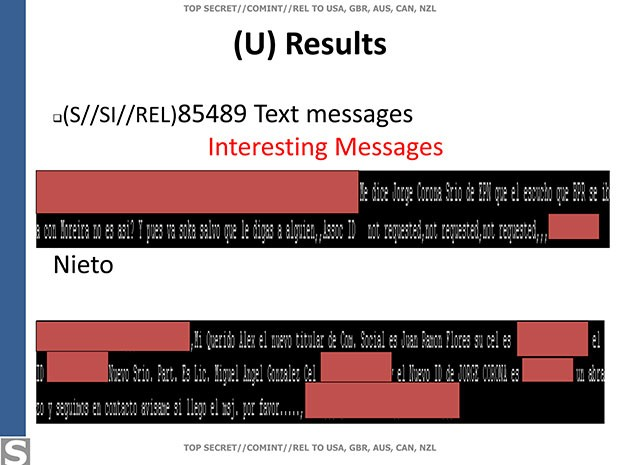
Emails de Nieto com detalhes de possíveis indicados para gabinetes.
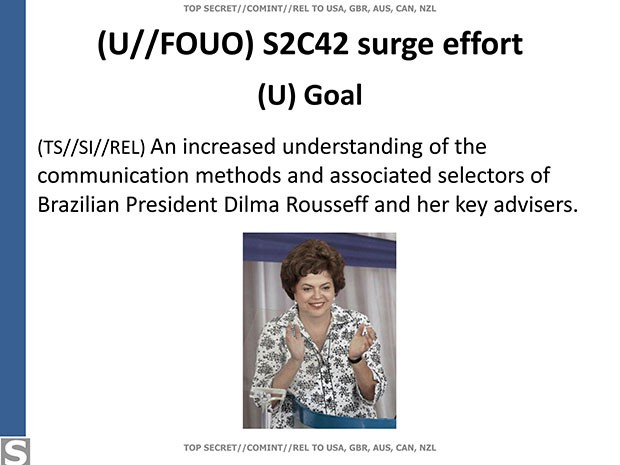
Espionagem contra Dilma Rousseff e assessores.
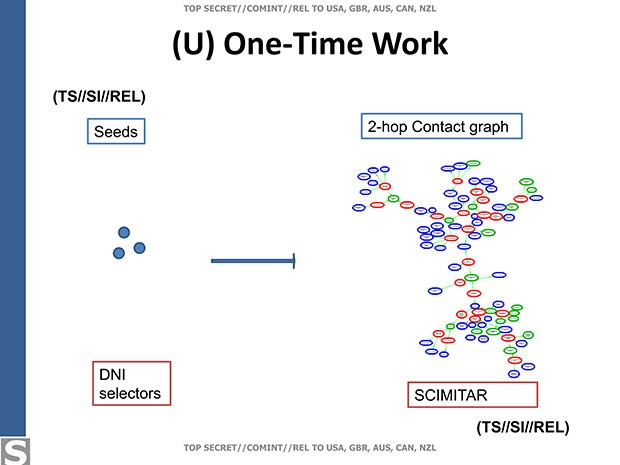
Detalhes da operacao de espionagem contra  Rousseff operation (2 niveis de graph de contato)
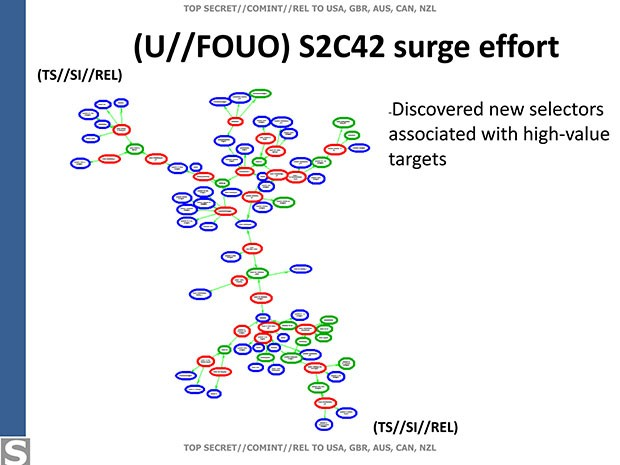
Details of the process in the Rousseff operation (2 hop contact graph)

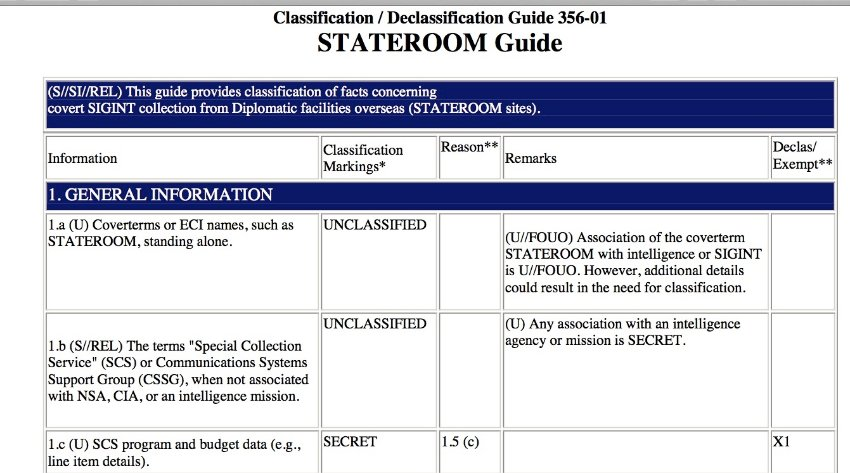
Guia do STATEROOM revelado por Edward Snowden.
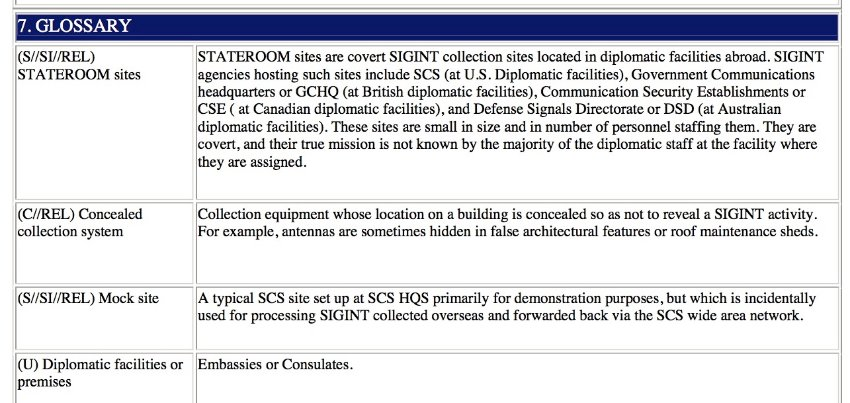
Glossário de termos de acordo com definições da NSA

## Ver Também
- Operações de acesso adaptado (TAO) NSA
- SS0
- Revelações da Vigilância global (2013-Presente)
- Edward Snowden
- PRISM (programa de vigilância)
- Serviço de Coleta Especial (SCS)
- Vigilância de Computadores e Redes